# Becharaji
Becharaji (Gujarati: બેચરાજી) ist eine Kleinstadt mit etwa 13.000 und Hauptort eines Gemeindebezirks (taluk) mit etwa 100.000 Einwohnern im Norden des indischen Bundesstaats Gujarat. Die Stadt ist bekannt als Pilgerzentrum einer vor allem von den Hijras verehrten weiblichen Hindu-Gottheit mit Namen Bahuchara Mata.

## Lage
Becharaji liegt in der Ebene des nördlichen Gujarat etwa 48 km (Fahrtstrecke) südlich der Stadt Patan bzw. knapp 100 km nordwestlich von Ahmedabad in einer Höhe von ca. 46 m ü. d. M. Der Ort hat eine kleine Bahnstation an einer Nebenstrecke; der nächstgelegene Bahnhof befindet sich in der etwa 37 km östlich gelegenen Stadt Mehsana. Das Klima ist meist heiß und trocken; Regen fällt nur in der sommerlichen Monsunzeit.

## Bevölkerung
Die Gujarati und Hindi sprechende Bevölkerung besteht zu etwa 96,5 % aus Hindus und zu 3,5 % aus Moslems; andere Glaubensgruppen spielen unter der Landbevölkerung Indiens kaum eine Rolle. Wie im Norden Indiens üblich, liegt der männliche Bevölkerungsanteil etwa 8 % höher als der weibliche.

## Wirtschaft
Traditionell spielt die Landwirtschaft eine wichtige Rolle im gesamten Distrikt von Mehsana; in den Städten oder größeren Orten sind auch Handwerk, Kleinhandel und Dienstleistungen von Bedeutung. Der Pilgertourismus bildet jedoch die Haupteinnahmequelle der Stadt Becharaji.

## Geschichte
Wie weit die religiöse Bedeutung des Ortes zurückreicht, ist unklar. Der heutige Name des Pilgerorts ist abgeleitet von der Göttin Bahuchara Mata, die von der Hijra-Gemeinschaft Indiens verehrt wird.

## Sehenswürdigkeiten
Der überkuppelte Haupttempel des Ortes (Bahuchar Mata Mandir) stammt aus der zweiten Hälfte des 18. Jahrhunderts.